# Cambozola
Cambozola – niemiecki ser będący połączeniem serka śmietankowego i włoskiego niebieskiego sera pleśniowego gorgonzoli. Ser posiada porost białej pleśni oraz przerost niebieskiej. Produkowany jest z pasteryzowanego mleka krowiego od początku XX wieku.